# بهداشت سگ

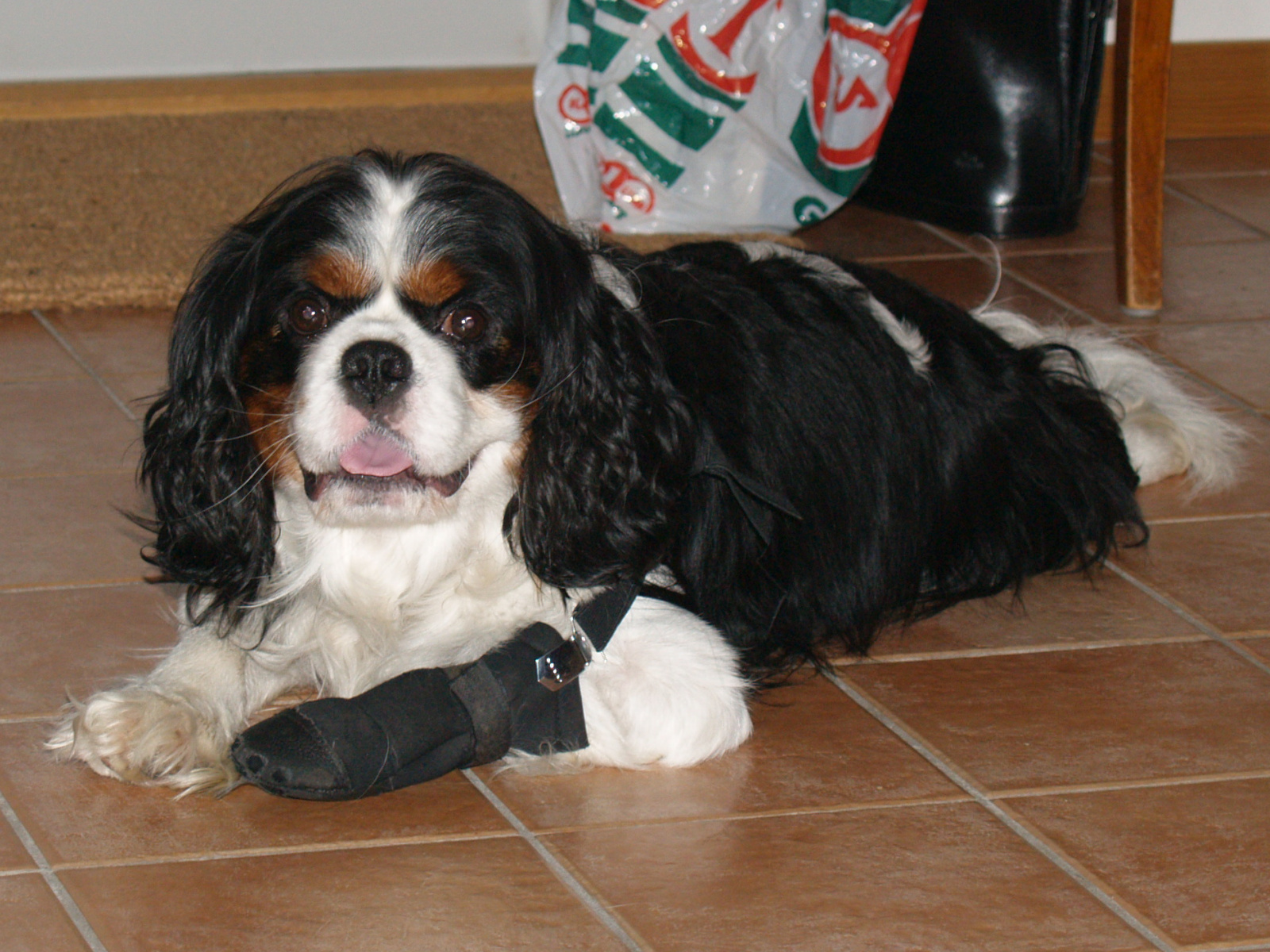
کاوالیر کینگ چارلز اسپانیل با پای بانداژشده

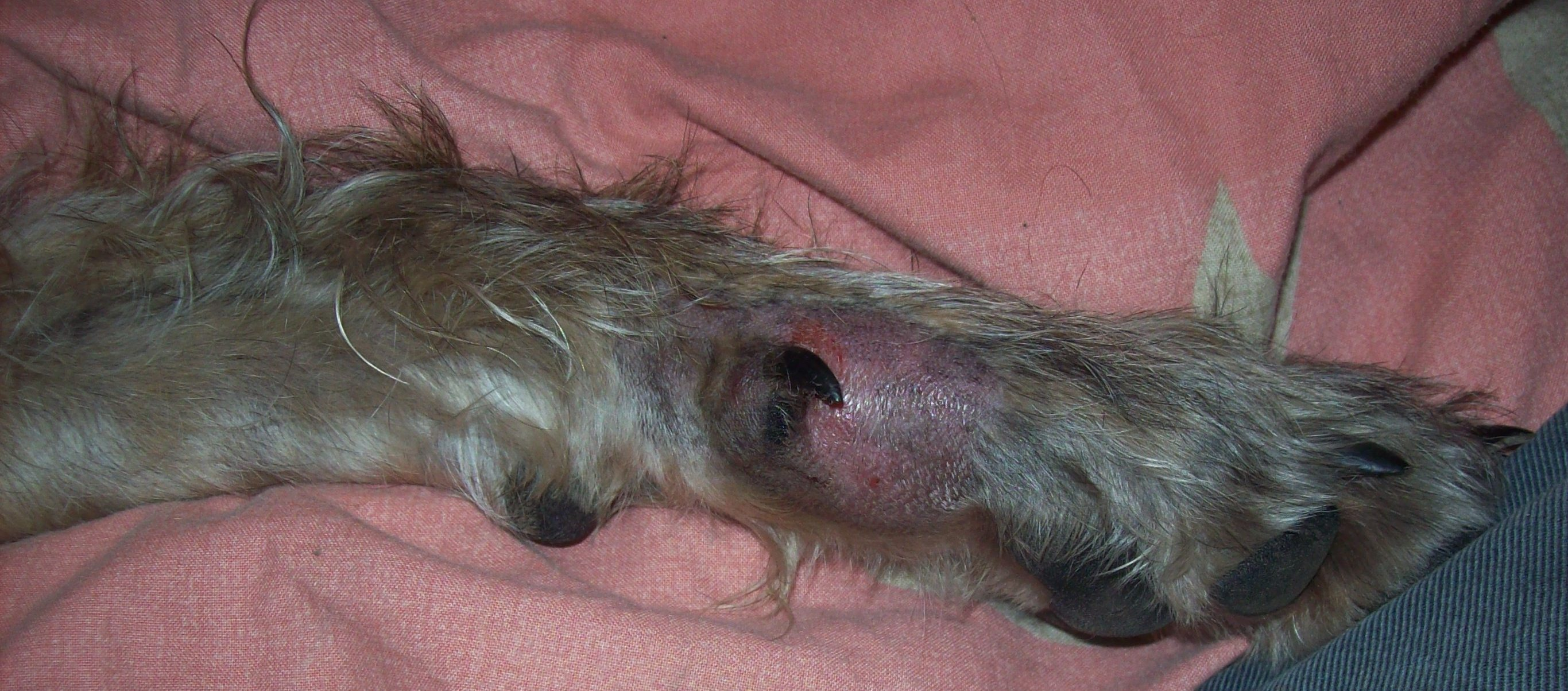
پای زخمی یک سگ

بهداشت سگ‌ها یا سلامت سگ‌ها (به انگلیسی: Dog health) در دام‌پزشکی به خوبی مورد مطالعه قرار گرفته‌است.
بهداشت سگ به‌طور کل نگریسته می‌شود. این شامل بسیاری از جنبه‌های مختلف، از جمله فرآیندهای بیماری، ژنتیک، و سلامت تغذیه است. بیماری‌های عفونی که سگ‌ها را تحت تأثیر قرار می‌دهند نه تنها از نظر دام‌پزشکی، بلکه به دلیل خطر برای بهداشت عمومی نیز مهم هستند. نمونه آن هاری است. ناهنجاری‌های ژنتیکی نیز بر سگ‌ها تأثیر می‌گذارد که اغلب به دلیل زادگیری انتخابی برای تولید نژادهای منفرد سگ است. با توجه به محبوبیت غذای سگ تجاری و خانگی، تغذیه نیز موضوعی است که به شدت مورد مطالعه قرار گرفته‌است.

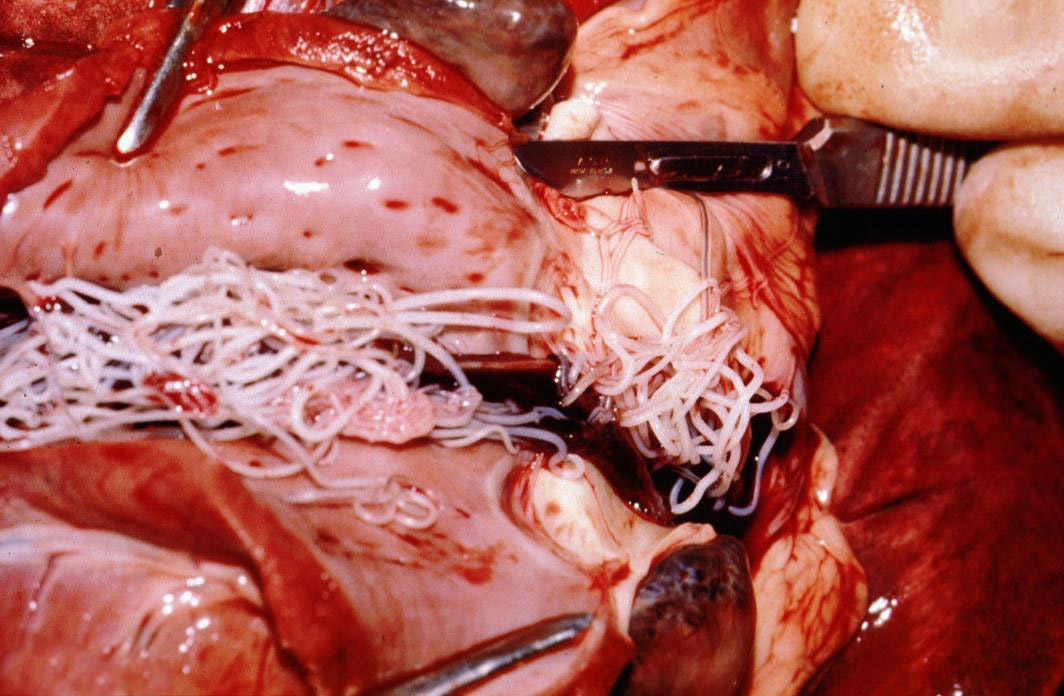
Dirofilaria immitis کرم‌های قلبی در قلب سگ